# Pirata brevipes
Pirata brevipes este o specie de păianjeni din genul Pirata, familia Lycosidae. A fost descrisă pentru prima dată de Banks, 1893.
Este endemică în Congo. Conform Catalogue of Life specia Pirata brevipes nu are subspecii cunoscute.